# Head, Shoulders, Knees and Toes

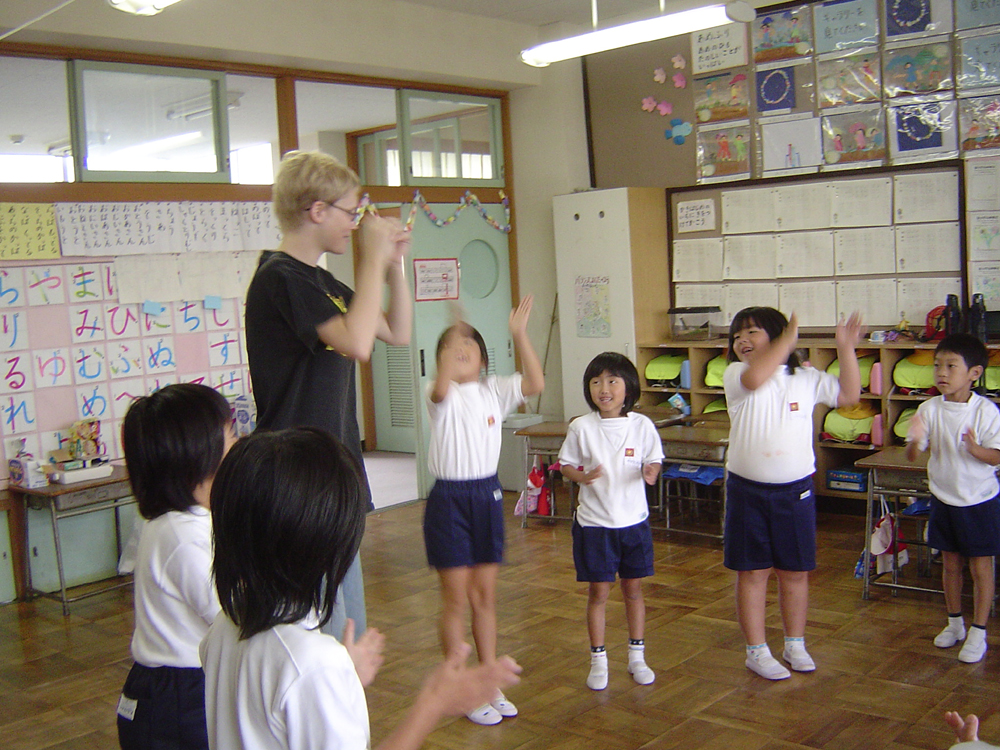
Bambini eseguono la canzone in una scuola primaria giapponese.

Head, Shoulders, Knees and Toes è una canzone per bambini. La canzone è stata documentata già negli anni '50, ed è spesso cantata sulle note di There Is a Tavern in the Town.

## Descrizione
Di solito c'è solo un verso con testi simili a quelli riportati sotto. Il secondo verso ripete il primo verso sia nelle parole che nella melodia, il terzo verso ha una tonalità crescente e il quarto ripete i primi due. I bambini possono ballare mentre cantano la canzone, toccando la testa, le spalle, le ginocchia e le dita dei piedi in sequenza mentre pronunciano ogni parola.

## Testo
I seguenti testi sono tratti dal database musicale per bambini del National Institute of Environmental Health Sciences, Regno Unito:
Head, shoulders, knees and toes,
knees and toes
Head, shoulders, knees and toes,
knees and toes
And eyes and, ears and, mouth and nose
Head, shoulders, knees and toes,
knees and toes.
Il testo può anche essere cantato al contrario, in questo modo:
Toes, knees and shoulders, head,
shoulders, head
Toes, knees and shoulders, head,
shoulders, head
And nose and mouth and ears and eyes
Toes, knees and shoulders, head,
shoulders, head.
Ogni versetto viene ripetuto, con una parola che viene omessa ogni volta, toccando solo le loro parti del corpo, senza effettivamente pronunciarne la parola. Per esempio:
Verso 2
----, shoulders, knees and toes
Verso 3
----, ----, knees and toes
Verso 4
----, ----, ---- ---- toes
Verso 5
----, ----, ---- ---- ----
Questo schema continua fino a quando tutte le parole non vengono omesse. L'ultimo verso non consiste in nessun canto reale. L'ultimissimo verso riporta tutte le parole delle parti del corpo. Basta toccare ciò che sarebbe stato cantato o cantare tutto il testo, ma a volte con un ritmo molto più veloce.
C'è una canzone che è stata adattata dal brano tradizionale, la quale usa un'altra melodia e recita "Occhi e orecchie", "Mento / Bocca e naso" e suggerisce di toccare le parti del corpo come nella canzone tradizionale. Un'altra alternativa alla tradizionale inizia la linea con "Occhi" e include "mento"; tuttavia, ha le parole in un ordine che fa zigzagare i movimenti.
Oggi ci sono molte canzoni derivate che insegnano il vocabolario delle parti del corpo. Un esempio, usando la stessa melodia, come mostrato nell'episodio di Blue's Clues intitolato "Blue Wants to Play a Song Game!" recita come segue:
Head, shoulders, back and belly,
back and belly
Head, shoulders, back and belly,
back and belly
And eyes and ears and mouth and nose
Head, shoulders, back and belly,
back and belly.

## Versioni in altre lingue
In italiano esiste più di una traduzione: il titolo è più comunemente reso come "Testa, spalle, ginocchia e piedi", in alternativa "Testa, spalle, gambe e pie'". La lingua italiana non ha un vocabolo unico per toes ("dita dei piedi").